# Cyclopina kiraensis
Cyclopina kiraensis – gatunek widłonoga z rodziny Cyclopinidae. Nazwa naukowa tego gatunku skorupiaków została opublikowana w 1984 roku przez japońskiego zoologa Juro Hiromiego.